# Abierto Mexicano Telcel 2006
Abierto Mexicano Telcel 2006 - чоловічий і жіночий тенісний турнір, що проходив на відкритих кортах з ґрунтовим покриттям в Акапулько (Мексика). Належав до Туру ATP 2006 і Туру WTA 2006. Тривав з 27 лютого до 6 березня 2006 року.

## Переможці та фіналісти

### Одиночний розряд, чоловіки
Луїс Орна —  Хуан Ігнасіо Чела, 7–6(7–5), 6–4

### Одиночний розряд, жінки
Анна-Лена Гренефельд —  Флавія Пеннетта, 6–1, 4–6, 6–2

### Парний розряд, чоловіки
Франтішек Чермак /  Леош Фридль —  Потіто Стараче /  Філіппо Воландрі, 7–5, 6–2

### Парний розряд, жінки
Анна-Лена Гренефельд /  Меган Шонессі —  Асагое Сінобу /  Емілі Луа, 6–1, 6–3